# Nordamerikanische Platte

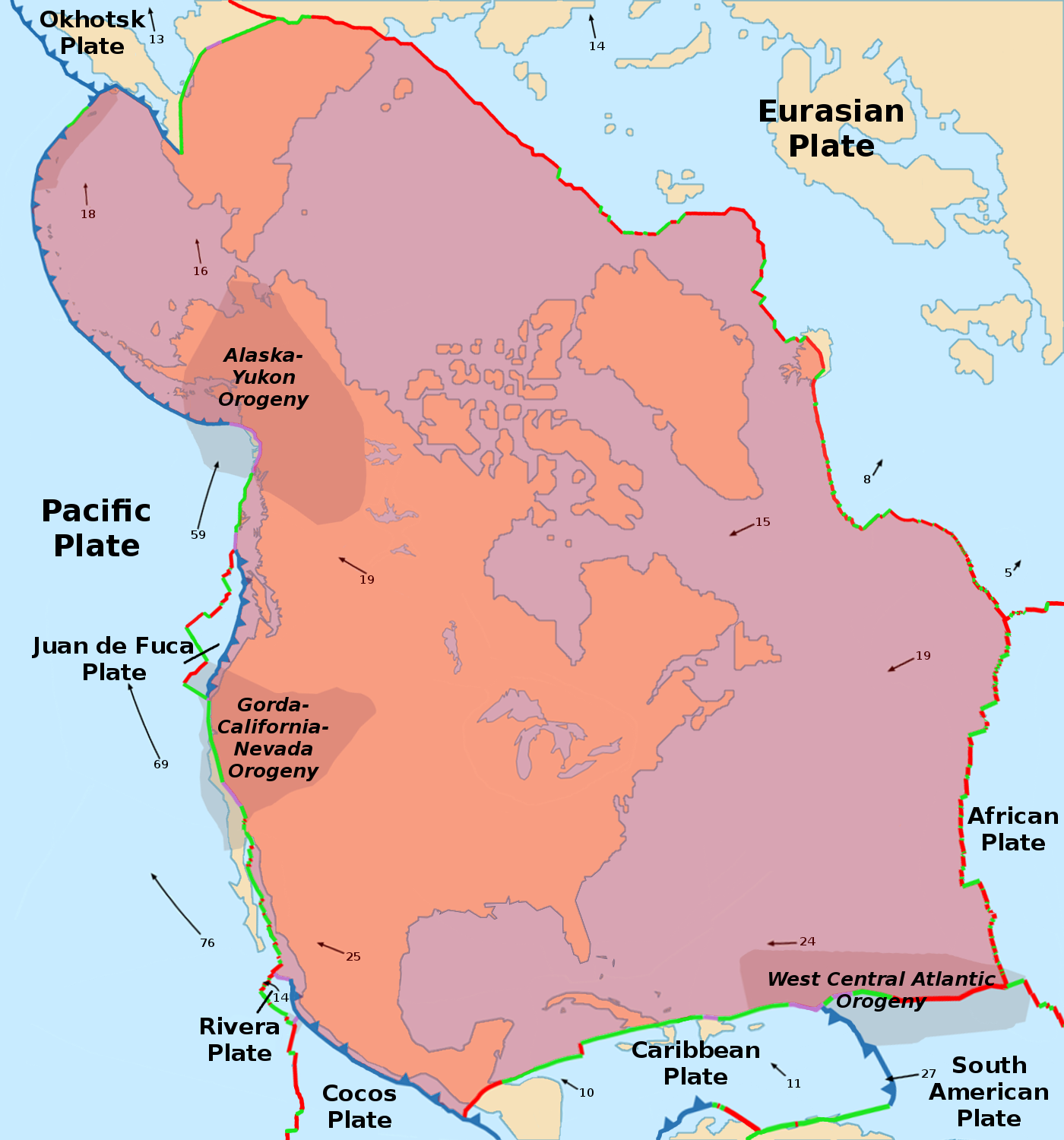
Die Nordamerikanische Platte

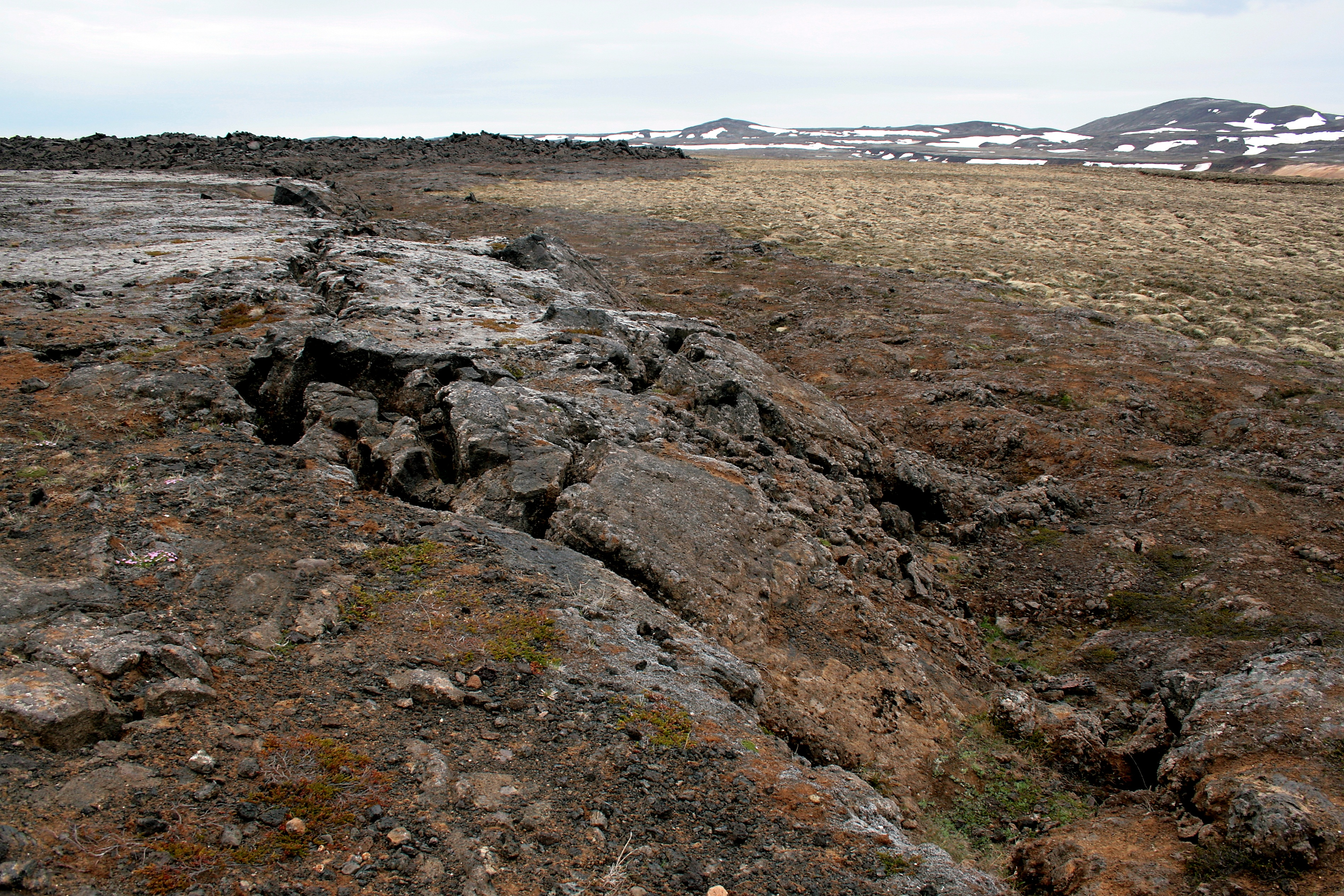
Island: zwischen nordamerikanischer und eurasischer Platte

Die Nordamerikanische Platte ist eine der größten Lithosphärenplatten der Erde. Sie erstreckt sich unter dem gesamten nordamerikanischen Kontinent sowie den ihn umgebenden Meeren mit Ausnahme des Pazifiks. Sie umfasst zusätzlich Grönland, einen Teil Islands, den geografischen Nordpol sowie Ostsibirien bis zum Tscherskigebirge. Die Lithosphärenplatte reicht unter dem Atlantischen Ozean bis zum Mittelatlantischen Rücken, unter dem Arktischen Ozean bis zum Gakkel-Rücken.
Die Nordamerikanische Platte grenzt (im Uhrzeigersinn) an die Eurasische Platte, die Afrikanische Platte, die Südamerikanische Platte, die Karibische Platte, die Cocosplatte, die Riveraplatte, die Pazifische Platte, die Juan-de-Fuca-Platte und an die Ochotsk-Platte.

## Plattenbewegung
Die Nordamerikanische Platte bewegt sich in etwa in südwestlicher Richtung und entfernt sich damit von der Eurasischen Platte. Die Geschwindigkeit beträgt etwa 2,3 cm pro Jahr.